# Kurt Magnus
Kurt Magnus (Magdeburg, 8 de setembro de 1912 — Munique, 12 de dezembro de 2003) foi um engenheiro alemão.

## Obras
- Schwingungen. Eine Einführung in die theoretische Behandlung von Schwingungsproblemen. 1. Aufl. Teubner, Stuttgart 1961.
- Der Kreisel. Eine Einführung in die Lehre vom Kreisel, mit Anleitung zur Durchführung von Versuchen. 3. neubearb. Aufl. Industrie-Druck Verlag, Göttingen 1965.
- Kreisel. Theorie und Anwendungen. 1. Aufl. Springer, Berlin 1971, ISBN 3-540-05198-8.
- Gyrodynamics. Course held at the department of general mechanics Oct. 1970. Springer, Wien 1974, ISBN 3-211-81229-6.
- Grundlagen der technischen Mechanik. Teubner, Stuttgart 1974, ISBN 3-519-02324-5.
- Raketensklaven. Deutsche Forscher hinter rotem Stacheldraht. Elbe-Dnjepr-Verlag, Klitzschen 1999, ISBN 3-933-39567-4.
  - ロケット開発収容所 Japanische Version mit Shigeru Tsumori, Verlag Saimaru Shuppankai, Tokio 1996, ISBN 4-377-31074-7.